# Éditions Hibou
Pour les articles homonymes, voir Hibou.
Hibou est un éditeur de bande dessinée belge qui publie depuis 1996 principalement des inédits en albums principalement de l'âge d'or de la BD franco-belge provenant des périodiques de bande dessinée tels que Tintin, Spirou ou Vaillant.
Les éditions Hibou propose également des éditions originales.

## Principaux auteurs publiés
- Dino Attanasio
- Benn
- Felicísimo Coria
- Paul Deliège
- Christian Denayer
- Bruno Di Sano
- Yves Duval
- René Follet
- Gérald Forton
- Charles Jarry
- Liliane et Fred Funcken
- Eddy Paape
- Arthur Piroton
- Maurice Rosy
- Sidney
- Jean Torton
- Henri Vernes
- Albert Weinberg

## Principales séries publiées
- Bob Morane
- Bobo
- Borsalino[2],[3]
- Caméra 34[4],[5]
- Dan Cooper
- Krostons
- Les meilleurs récits de...[6],[7],[8]
- Michel et Thierry
- Teddy Ted
- Uniformes et armes[9]
- Les Zingari